# Geometrisk tid
Med geometrisk tid avses stilperioden omkring 1000–700 f.Kr. i konstens historia under den grekiska antiken, i synnerhet för keramiken.

## Protogeometrisk tid
Ca 900-talet f.Kr.
- Vaserna dekoreras med enkla cirkel- och bågformer.

## Geometrisk tid
Ca 800-talet f.Kr.
- Vaserna dekoreras med linjära, geometriska mönster som meandrar, trianglar, hakkors, schackrutsmönster, etcetera.

Redan det mykenska vasmåleriet hade använt abstrakt dekor för att betona de sammansatta vasernas delar. Detta stildrag förstärktes ytterligare 1050–700 f.Kr. och denna period har därför kallats den geometriska. Vaserna, som framför allt användes som gravmonument, dekorerades med horisontella band som fylldes först med enkla bågar och cirklar och därefter med meanderslingor, svastikor, trianglar och andra linjära former. Stilen förknippas intimt med uttrycket horror vaccui, "rädsla för tomrummet". All dekor accentuerade vasernas olika sektioner, fot, buk, skuldra och fot.

## Sengeometrisk tid
700-talet f.Kr.
- Scener ur Homeros' sånger och mytologin.